# Jos van der Vleuten
Jos van der Vleuten ( Mierlo-Hout, 7 de febrero de 1943-Sosúa, República Dominicana, 5 de diciembre de 2011) fue un ciclista neerlandés, profesional entre 1964 y 1973, cuyos mayores éxitos deportivos los logró en la Vuelta a España, prueba en la que obtuvo 3 victorias de etapa además de lograr en una ocasión la clasificación por puntos.

## Palmarés
| 1964 - 1 etapa en el Tour de Olympia - 1 etapa de la Vuelta a Austria 1966 - Clasificación por puntos en la Vuelta a España 1967 - 1 etapa en la Vuelta a España 1969 - 1 etapa en la París-Niza | 1970 - 1 etapa en la Vuelta a España - 1 etapa en el Gran Premio de Midi Libre - 1 etapa en la Semana Catalana - 3.º en el Campeonato de los Países Bajos en Ruta 1972 - 1 etapa en la Vuelta a España - 1 etapa en la Vuelta a Andalucía |

## Resultados en las Grandes Vueltas
| Carrera         | 1965 | 1966 | 1967 | 1968 | 1969 | 1970 | 1971 | 1972 |
| --------------- | ---- | ---- | ---- | ---- | ---- | ---- | ---- | ---- |
| Giro de Italia  | -    | -    | -    | -    | -    | -    | -    | -    |
| Tour de Francia | -    | 75.º | 67.º | Ab.  | -    | 44.º | 30.º | 73.º |
| Vuelta a España | -    | 47.º | 50.º | -    | -    | 38.º | -    | 32º  |
| Mundial en Ruta | 55.º | -    | -    | -    | -    | -    | 24.º | -    |